# Сан Фили (Катанцаро)
Сан Фили је насеље у Италији у округу Катанцаро, региону Калабрија.
Према процени из 2011. у насељу је живело 26 становника. Насеље се налази на надморској висини од 725 м.